# もう少しだけ
「もう少しだけ」（もうすこしだけ）は、2021年5月10日にリリースされた、日本の音楽ユニット・YOASOBIの配信限定シングル。フジテレビ系『めざましテレビ』2021年度のテーマソングに使用された。同番組内で2021年12月に放送された井ノ原快彦主演ドラマ「めざましドラマ『めぐる。』」の主題歌にもなった。

## 概要
YOASOBIの配信作品としては、前作『優しい彗星』に続いて9作目となる楽曲。楽曲は、小説投稿サイト「monogatary.com」にて行われた「夜遊びコンテスト vol.3 with めざましテレビ」の大賞作品である千春の「めぐる。」を元に制作された。ジャケットは、アニメの作画監督や、画像サイトにてキャラメーカーの制作なども行っているクリエイター・hmngが手がけている。
ミュージックビデオは、本楽曲が収録された『THE BOOK 2』リリースに際して2021年11月22日にYouTubeにて公開された。　

## チャート成績
本楽曲は、2021年5月19日公開のBillboard JAPANダウンロード・ソング・チャート“Download Songs”で1位 (45,931DL) に初登場した。また、レコチョクの週間ランキングでは5月12日と19日発表の週間ランキングで2週連続1位を獲得しており、2021年6月1日発表の【レコチョクアワード月間最優秀楽曲賞】2021年5月度の月間シングルランキングでも1位を獲得している。
チャートイン20週目を迎えた2021年9月29日公開の「Streaming Songs」では、ストリーミング累計再生回数1億回を達成した。

### 認定と売上
|                                | 認定 (RIAJ) | 売上/再生回数      |
| ------------------------------ | ----------- | ------------------ |
| ダウンロード                   | ゴールド    | 170,000 DL         |
| ストリーミング                 | ゴールド    | 100,000,000 回再生 |
| *認定のみに基づく売上/再生回数 |             |                    |

## テレビ披露
| 番組名               | 日付          | 放送局       | 出典   |
| -------------------- | ------------- | ------------ | ------ |
| 2021 FNS歌謡祭 第1夜 | 2021年12月1日 | フジテレビ系 | [ 16 ] |